# Kaplica Cieńskich w Oknie

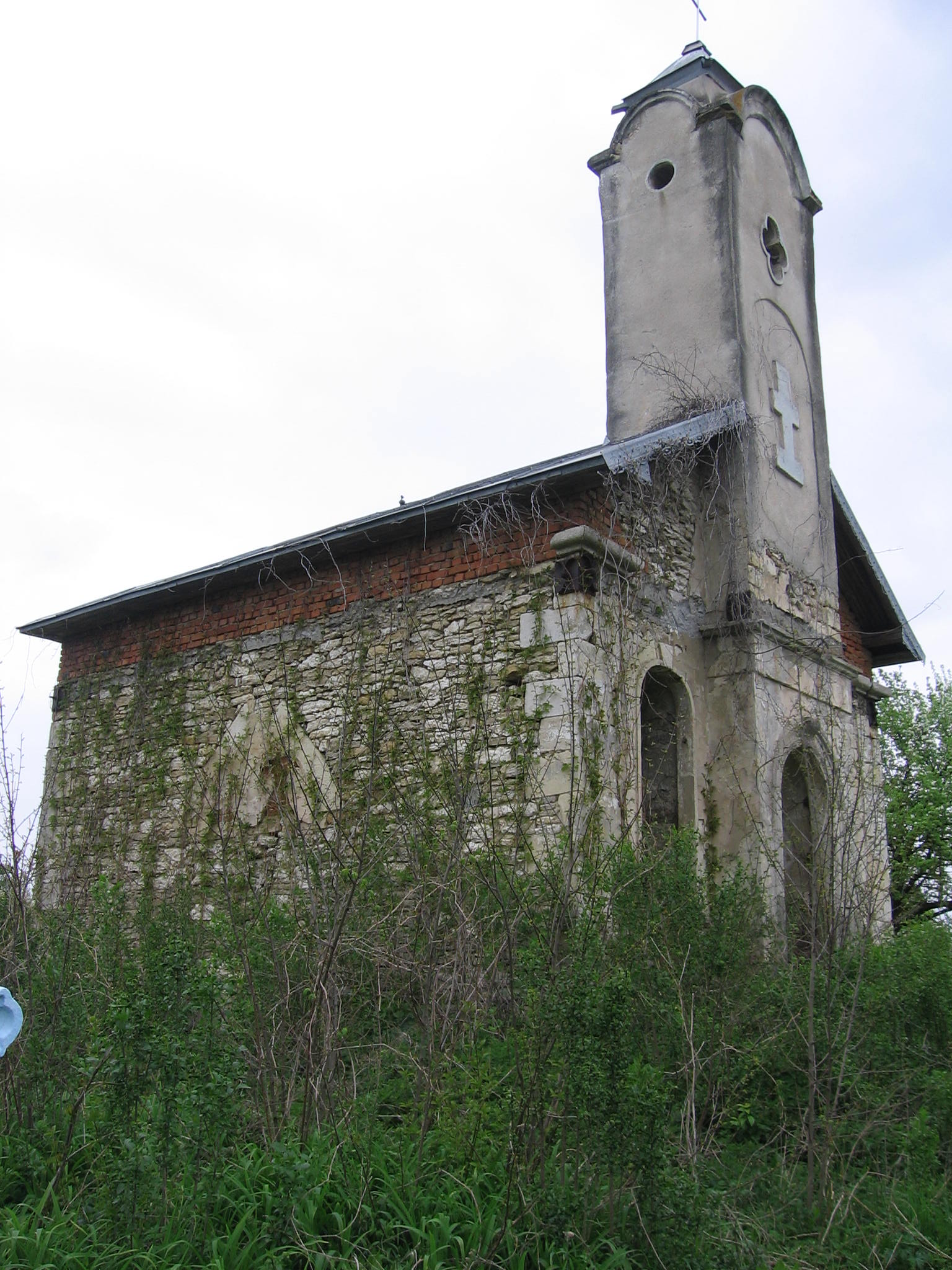

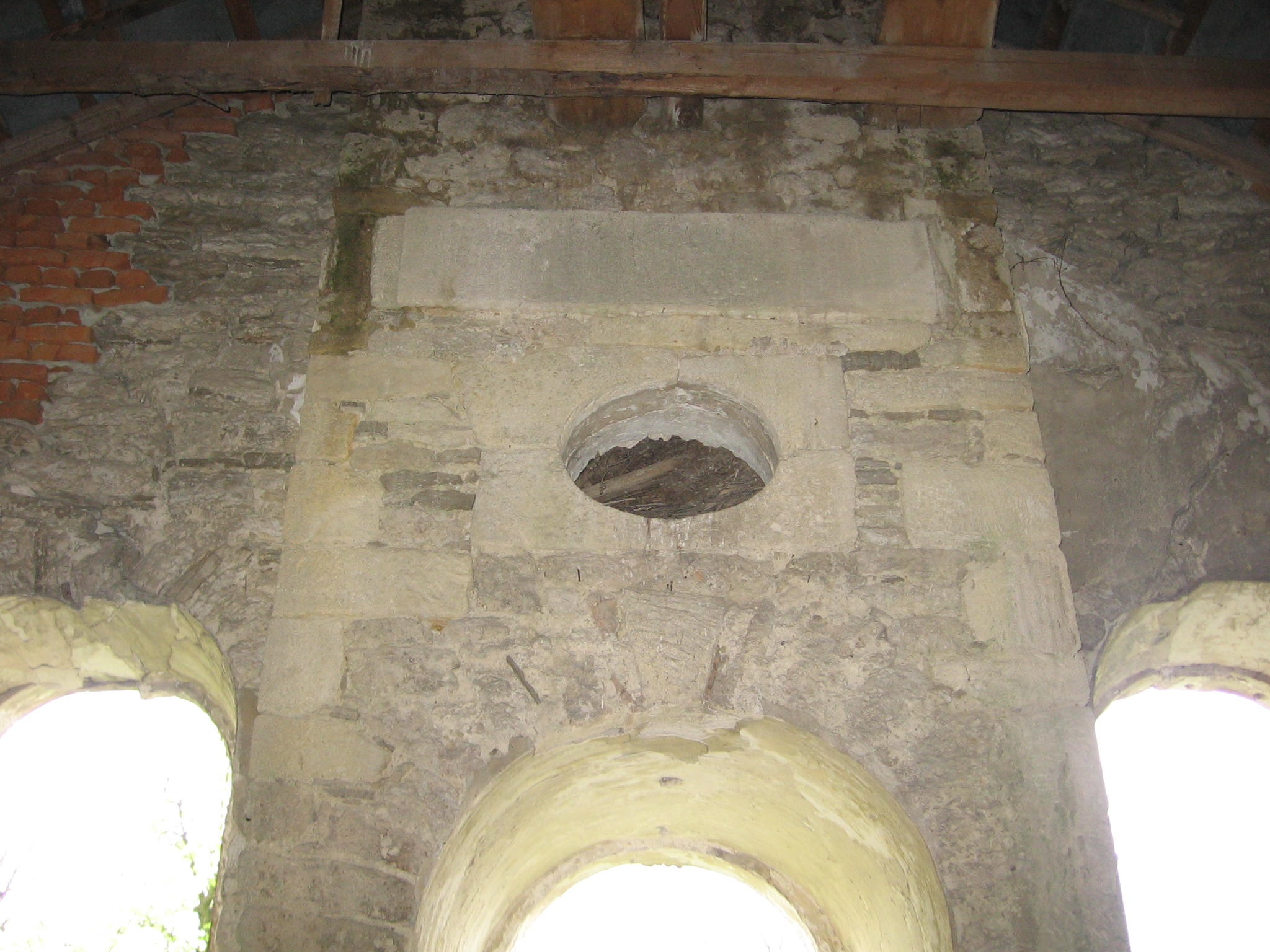
Wnętrze

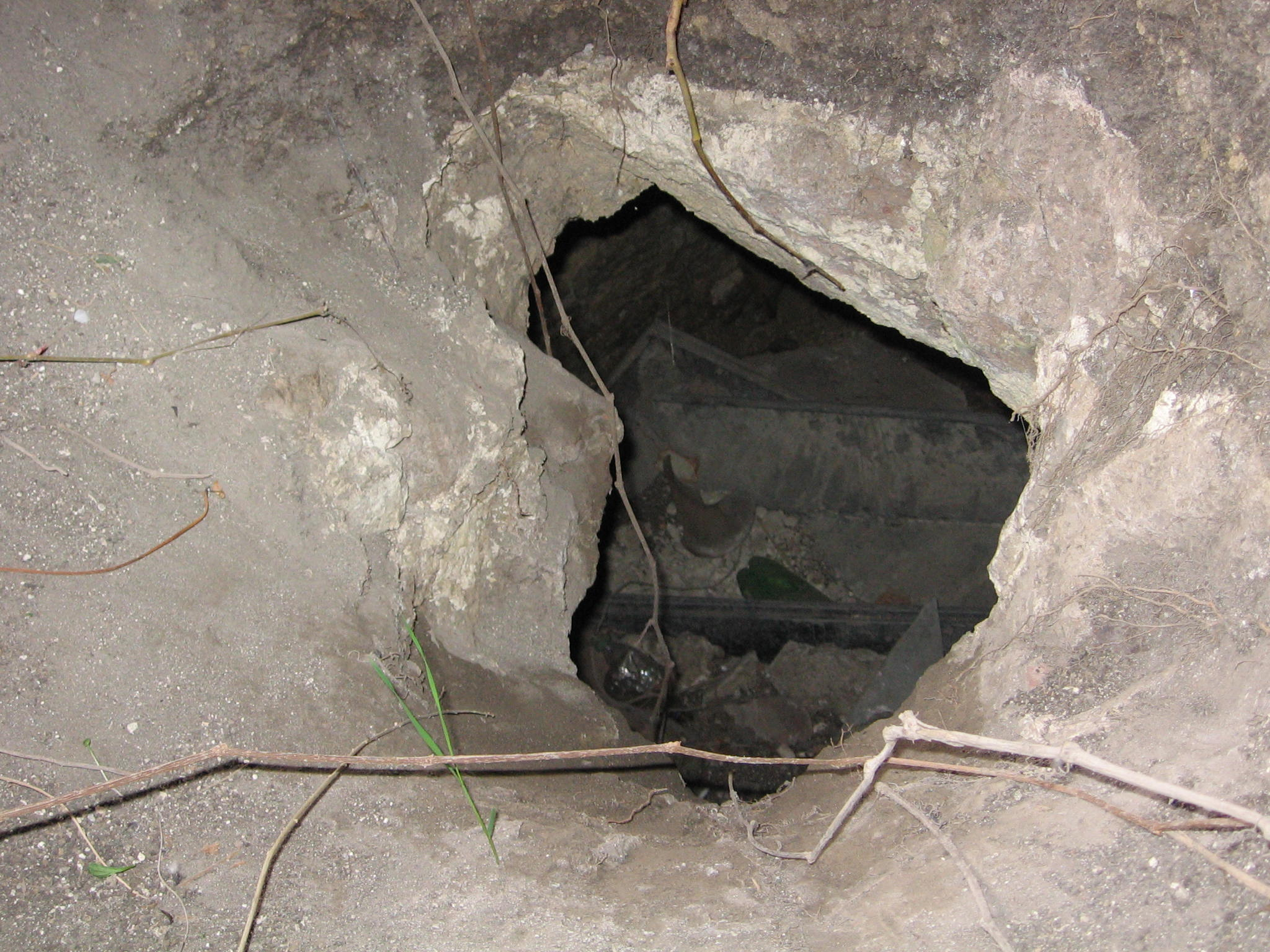
Krypta

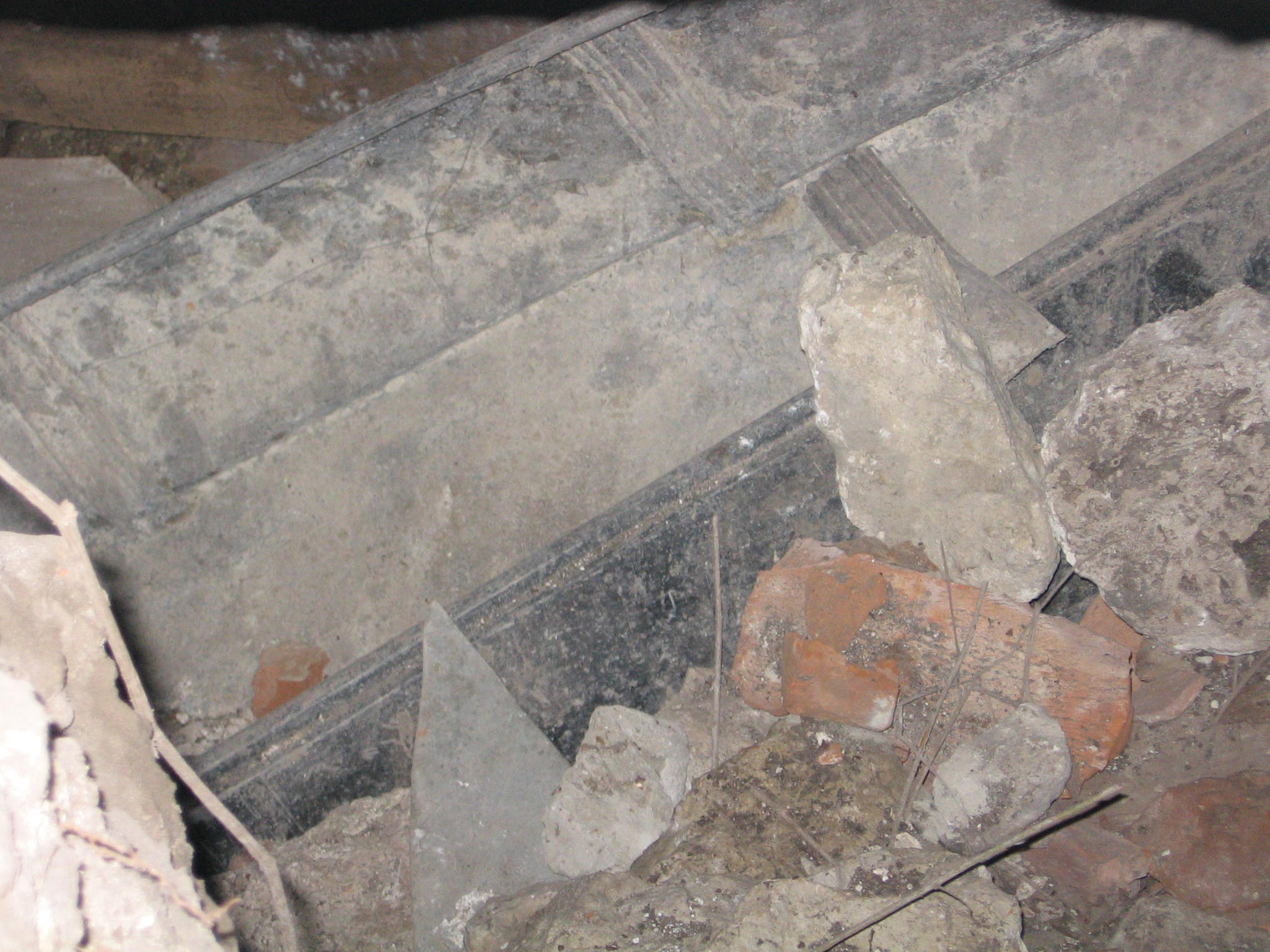
Krypta

Kaplica Cieńskich w Oknie – kaplica grobowa rodziny Cieńskich, znajdująca się na cmentarzu we wsi Okno na Pokuciu, w rejonie horodeńskim Ukrainy.
Kaplica została zbudowana w I połowie XIX wieku, przypuszczalnie w 1868, na nowo utworzonym (w 1784) cmentarzu parafialnym. Pod kaplicą znajduje się krypta grobowa.
Za czasów Związku Radzieckiego groby w krypcie zostały zniszczone. Od całkowitego zniszczenia kaplicę uratowało to, że znajdowała się w zaniedbanej, starej części cmentarza, oraz to, że w krypcie znajdowało się w latach 40. i 50. XX wieku schronienie żołnierzy Ukraińskiej Powstańczej Armii.
Po odzyskaniu niepodległości przez Ukrainę w 1991 rozpoczęto odnawianie kaplicy, jednak prace zatrzymały się po wymianie dachu i zmianie kształtu wieży kaplicy.